# SEAT Open 2003
SEAT Open 2003 — жіночий тенісний турнір, що проходив на закритих кортах з твердим покриттям у Люксембургу (Люксембург). Належав до турнірів 3-ї категорії в рамках Туру WTA 2003. Відбувсь утринадцяте і тривав з 20 до 26 жовтня 2003 року. Перша сіяна Кім Клейстерс здобула титул в одиночному розряді, свій третій підряд й четвертий загалом на цьому турнірі, й отримала 35 тис. доларів США.

## Фінальна частина

### Одиночний розряд
Кім Клейстерс —  Чанда Рубін, 6–2, 7–5
- Для Клейстерс це був 8-й титул в одиночному розряді за сезон і 18-й — за кар'єру.

### Парний розряд
Марія Шарапова /  Тамарін Танасугарн —  Олена Татаркова /  Марлен Вайнгартнер, 6–1, 6–4